# Epeorus rubeus
Epeorus rubeus is een haft uit de familie Heptageniidae. De wetenschappelijke naam van de soort is voor het eerst geldig gepubliceerd in 1991 door Tiunova.
De soort komt voor in het Palearctisch gebied.